# François Bégin
Pour les articles homonymes, voir Bégin.
François Bégin, né le 21 décembre 1972 à Montréal au Canada, est un réalisateur québécois. 

## Biographie
Ayant fait des études collégiales (1990-1993) au Collège Jean-de-Brébeuf en Arts Es Communications, il se dirige vers l'Université du Québec à Montréal pour faire un baccalauréat en Communication (spécialisation: cinéma) de 1993 à 1996.  À sa sortie de l'université il co-fonde Spykefilm Productions et y réalise une centaine de vidéoclips pour des groupes comme Noir Silence, Muzion, B.A.R.F., Anonymus, Banlieue Rouge, Nancy Dumais, Infini-T, Gaston Mandeville, Groovy Aardvark, Philippe Leduc, Okoumé, Brasse Camarade, Laymen Twaist, Kermess[réf. nécessaire].
S'ensuit une période de production de messages publicitaires entre 2000 et 2004 puis une période de production documentaire de 2005 à 2015.  
Depuis 2010, François Bégin se spécialise en fiction humoristique et dramatique.  

## Filmographie
- 1994 : Magritte, Quand tu m'agrippes
- 1995 : K-33
- 1995 : TV DIner
- 2004-2005 : La guerre des sexes
- 2007 : N'importe Quoi
- 2007 : Étechelle
- 2007 : Sucré Amer
- 2007 : Bonne Nuit Princesse
- 2008 : Roastbeef
- 2008 : Têtes à Claques:  Une Histoire Unbelievable
- 2010 : Nerfs d'acier
- 2011-2013 : Tranches de vie
- 2011 : Les coulisses d'un Zoo
- 2011 : Neuroblaste
- 2012 : La Mémoire du Père Noël
- 2013 : Corps et Monde
- 2013 : Le Contrat
- 2013-2015 : Lol :-)
- 2014 : Souper de filles
- 2014-2016 : MED
- 2015 : Lien Fatale
- 2016-2018 : L'Échappée
- 2019 : Les Mutants
- 2019-2020 : Les Newbies
- 2020-2021 : Les Moments Parfaits

## Récompenses
- 2018 - L'Échappée remporte la Silver World Medal[1] (Médaille d'argent) dans la catégorie Émission de divertissement Dramatique - New York Festivals / World's Best Tv & Films

- 2016 - Lien Fatale remporte un prix aux Gémeaux pour Meilleure Émission ou Série Docufiction (Amalga Création Média Inc. Diffusion Canal D)
- 2008 - Roastbeef remporte Meilleur Court-Métrage Expérimental au CFC Worldwide Short Film Festival (en) de Toronto